# Сонячне (озеро)
Озеро Со́нячне — озеро, що розташоване у Дарницькому районі міста Києва.

## Розташування
Знаходиться у Дарницькому районі міста Києва між вулицями Драгоманова, Здолбунівською та Ревуцького. Неподалік знаходиться залізнична станція "Дарниця".

## Загальні характеристики
Довжина озера — близько 660 метрів, ширина — близько 280 метрів. 
Середня глибина озера — 15-20 метрів. У деяких місцях  глибина може досягати 40 метрів.
Температура води у літній період знаходиться у межах 12–24°С, рН=6–8, прозорість води — 84-335 при середньо-сезонному значенні 210 см..

## Історія
Озеро утворилося внаслідок намивання піску для будівництва Харківського масиву столиці та Позняків в середині 80-х – на початку 90-х років 20 століття. 

## Зона відпочинку та стан водойми
На берегах озера облаштовано зону відпочинку та пляж.
Зона відпочинку входить до списку територій, які контролюються державним комунальним підприємством "Плесо", що займається утриманням та експлуатацією водойм міста Києва. 
Станом на 2025 рік вода в озері не відповідає необхідним санітарним нормам, тому купання у водоймі заборонено.

## Галерея

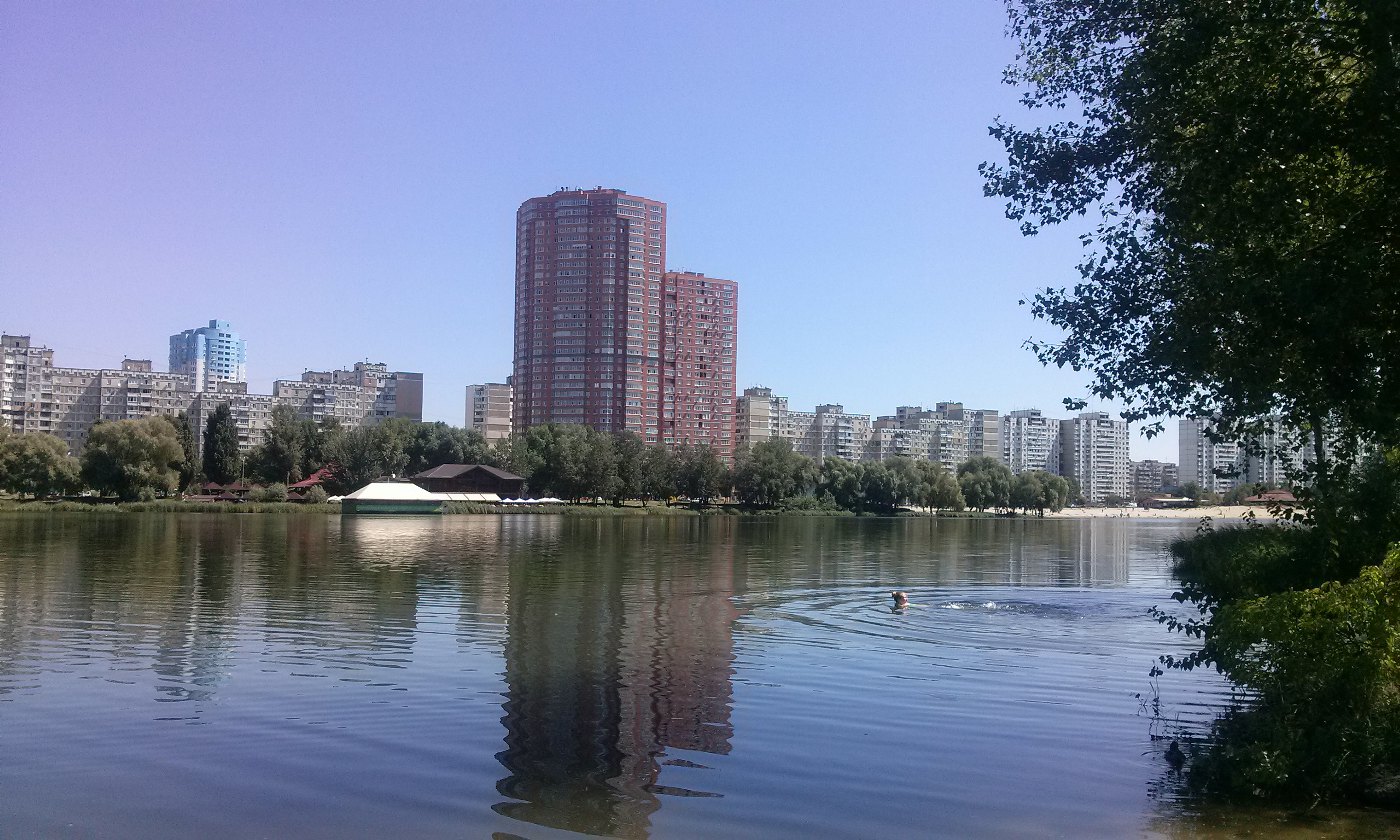
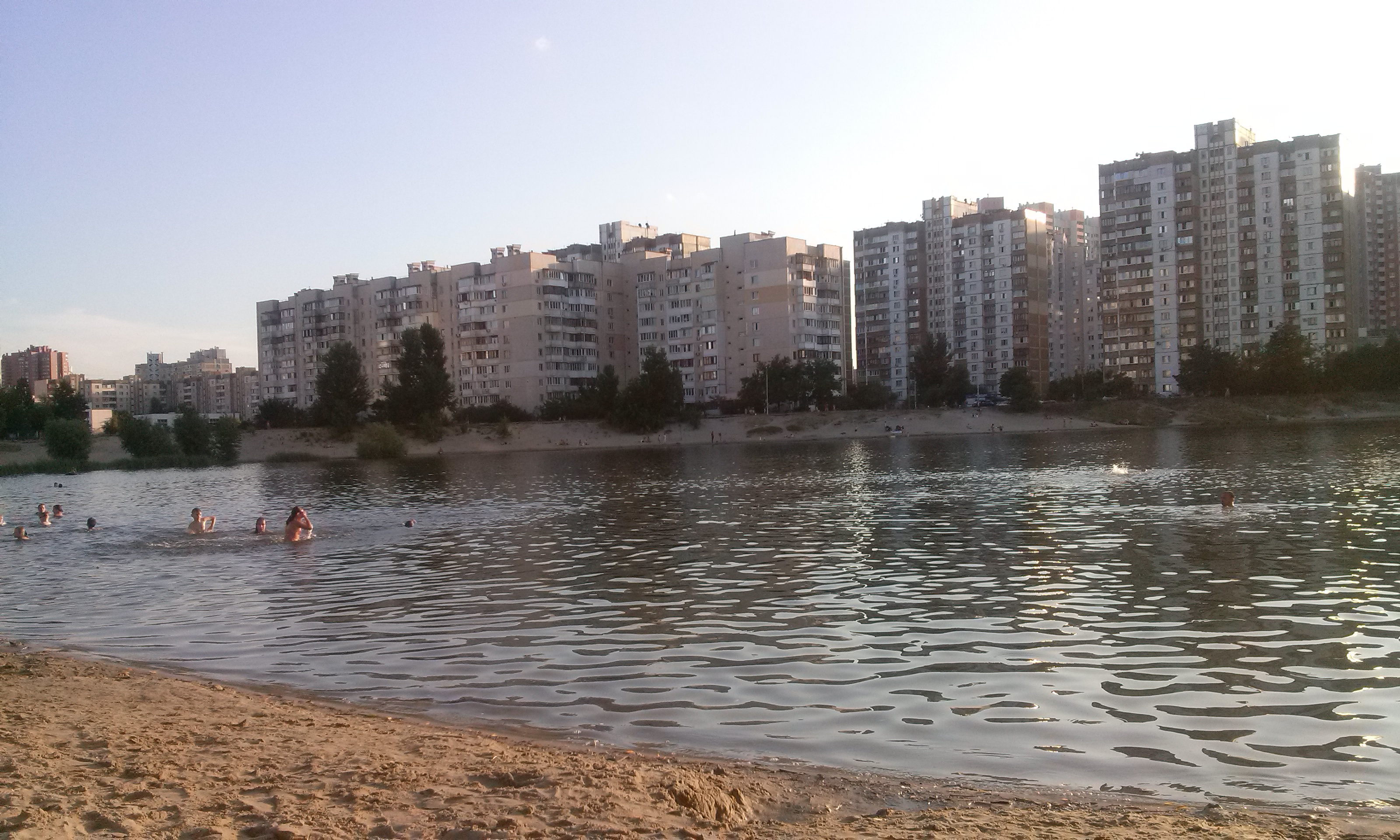
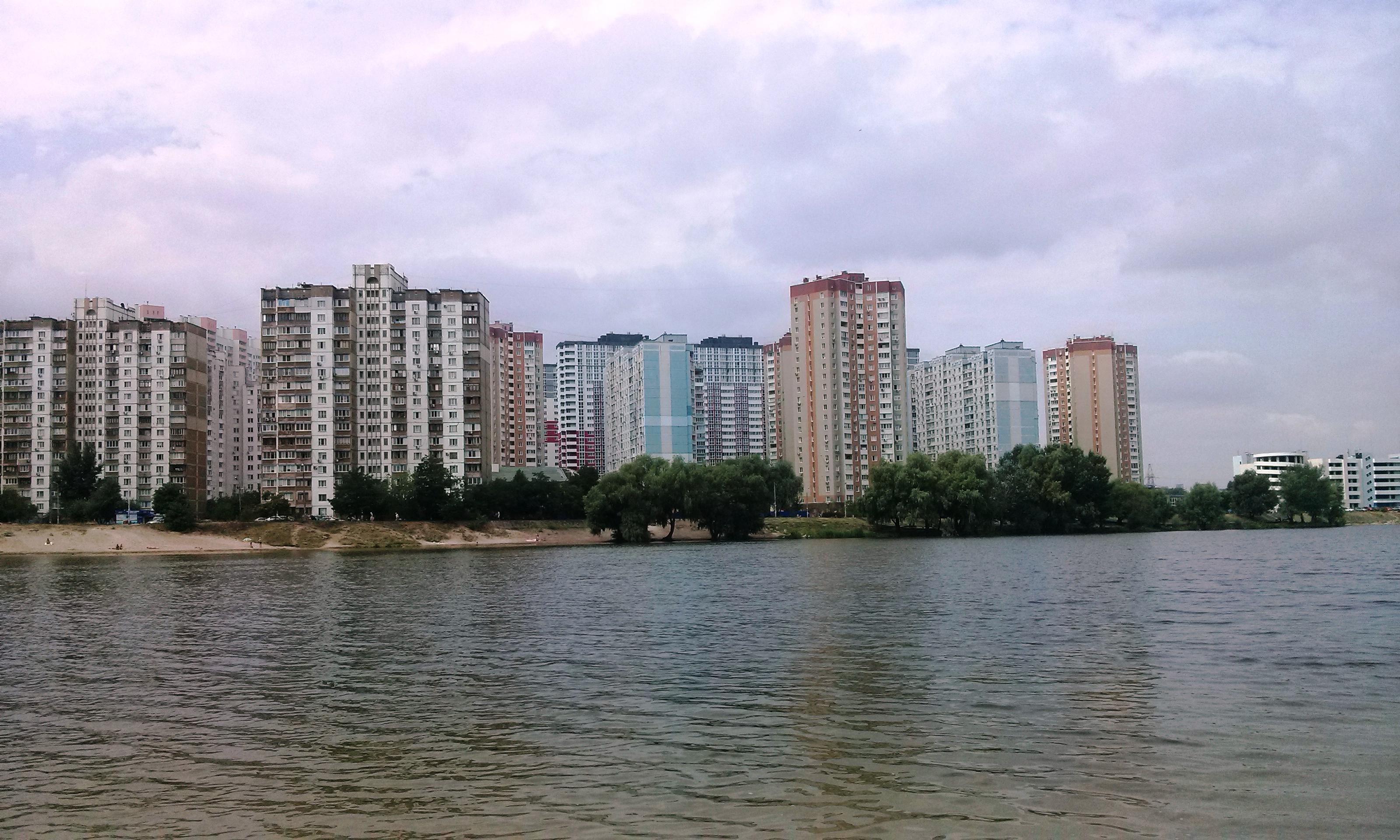
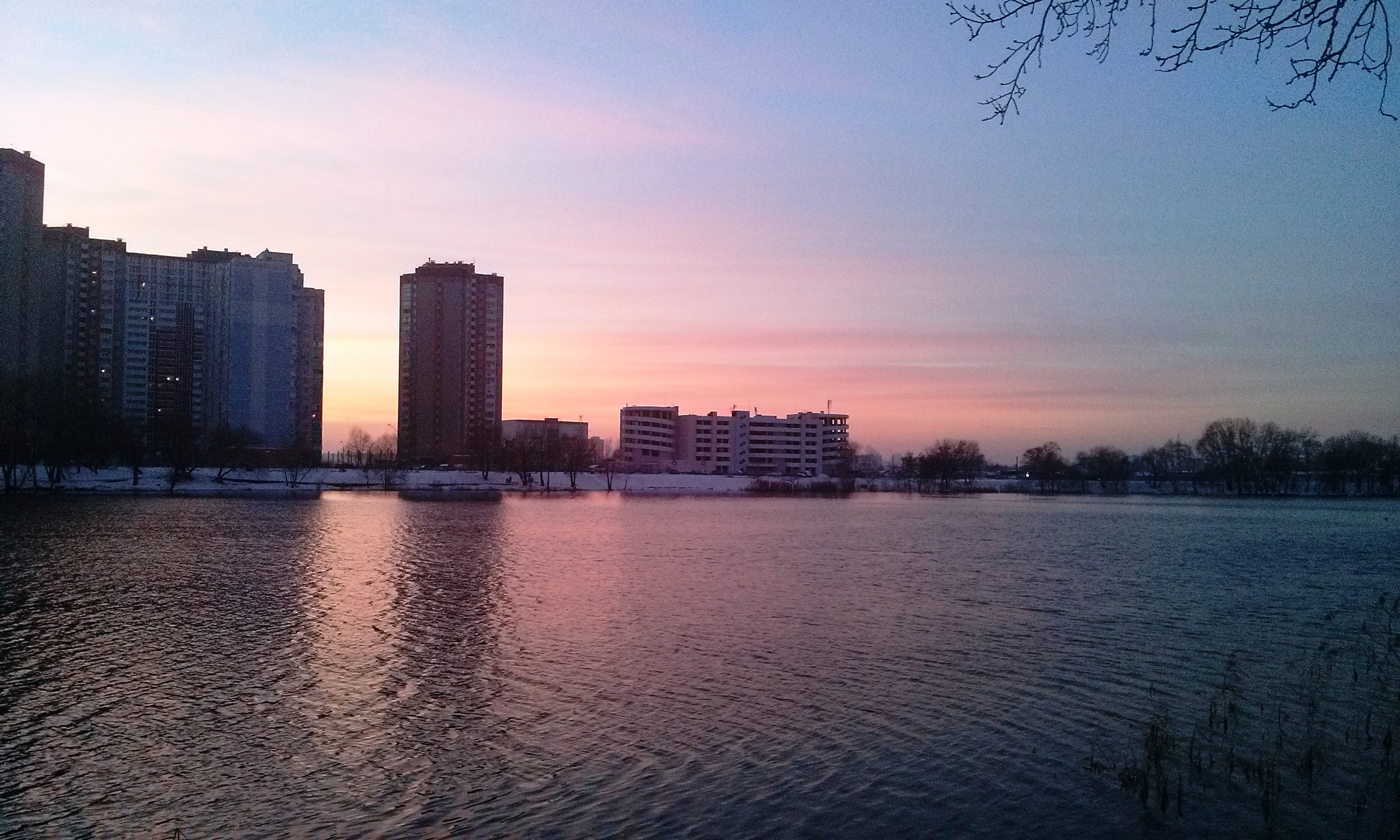